# Trolle (Adelsgeschlecht)

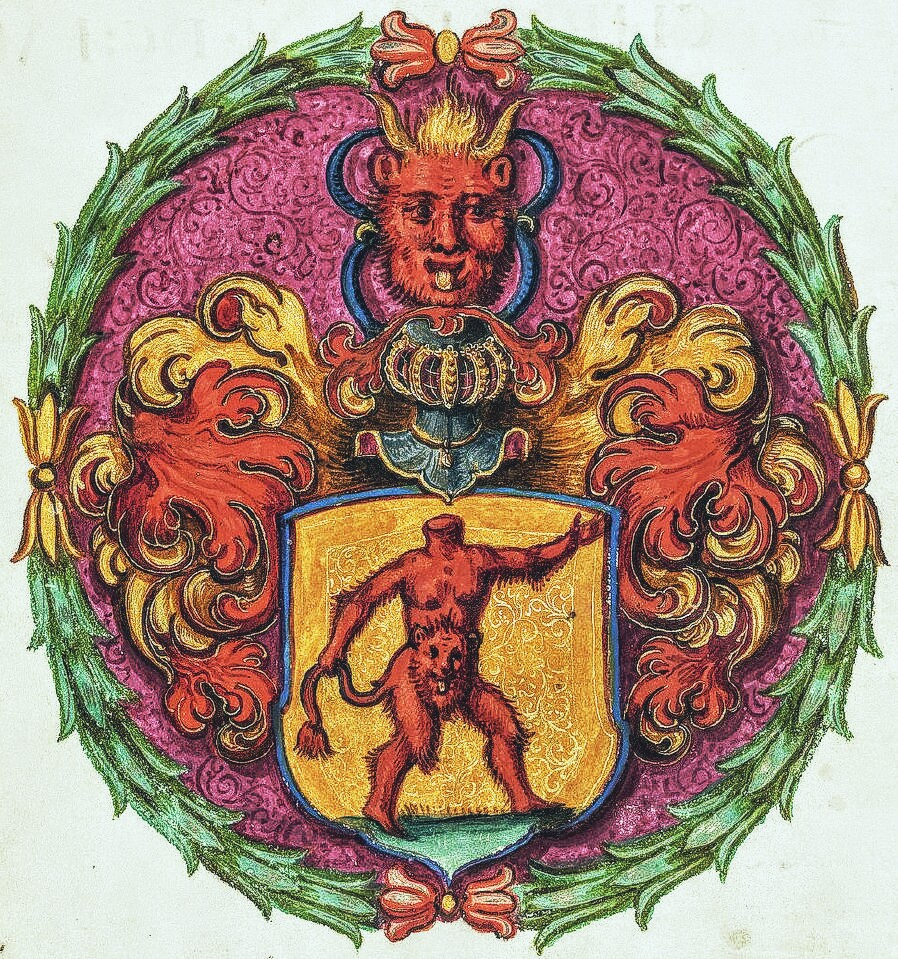
Wappen der Trolle

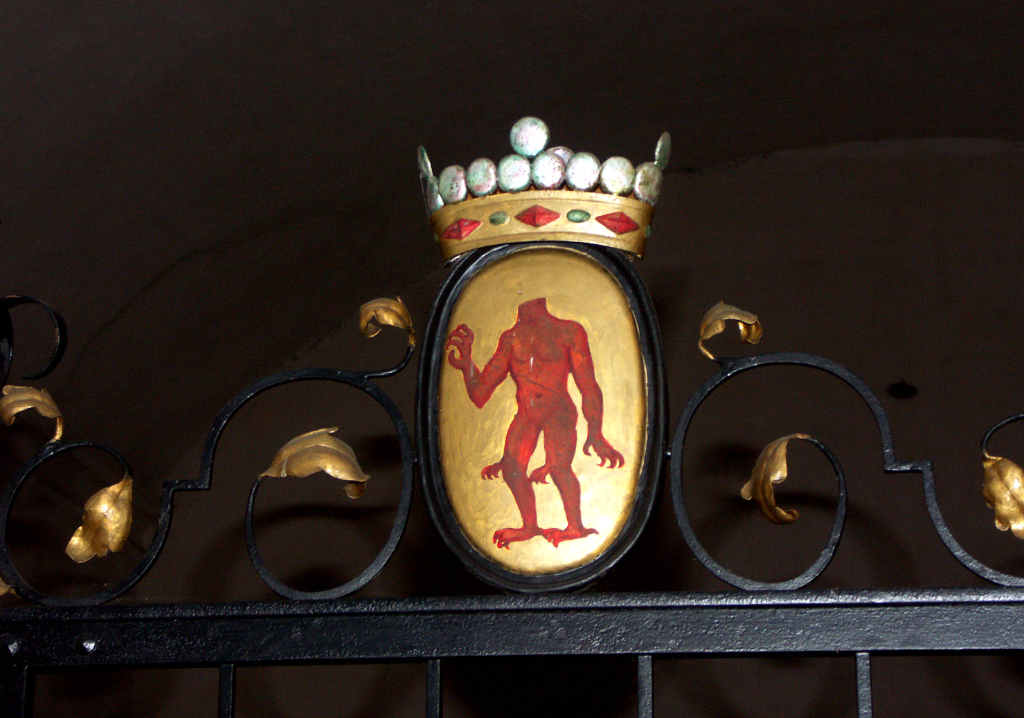
Wappen der Trolle (mit einem kopflosen Troll)

Trolle ist der Name eines schwedischen Uradelsgeschlechts, das zeitweilig auch einen dänischen Zweig hatte.

## Geschichte

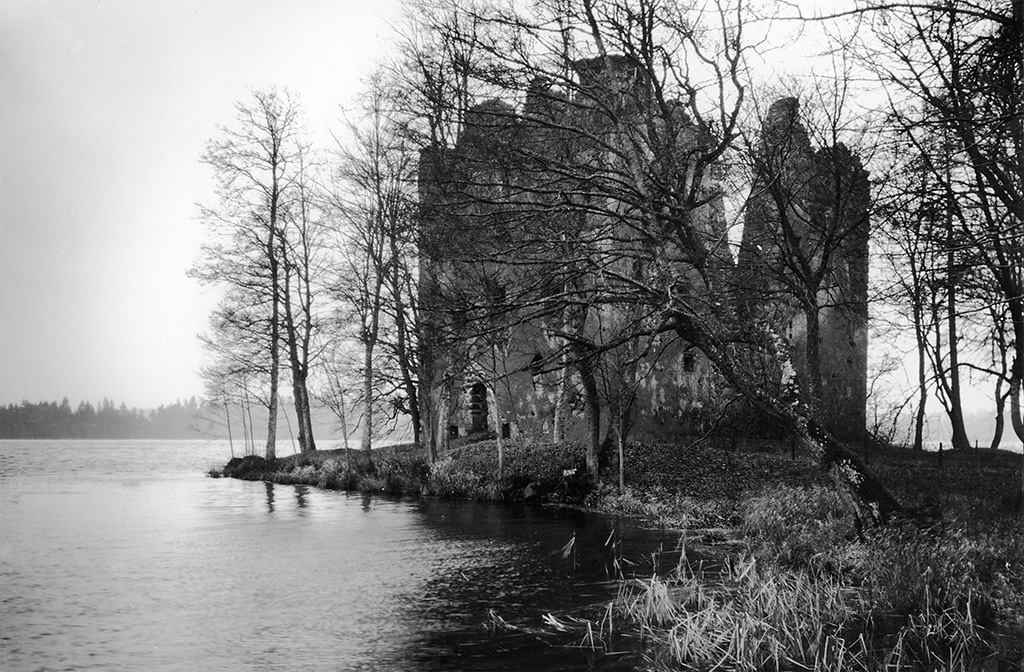
Ruine der Burg Bergkvara in Småland

Das Geschlecht stammt aus der Provinz Småland. Als erster Angehöriger erscheint urkundlich der Ritter Birger Knutsson, der um 1367 starb. Er wurde auch Birghe Trulle genannt, da er einen Troll im Wappen führte. Sein Sohn Birger Birgersson Trolle der Ältere wird als Knappe zum ersten Mal 1401 und als Ritter 1441 erwähnt. Er besaß die Burg Bo (seither Trollebo genannt), die in der Gemeinde Vetlanda liegt. Dessen Sohn Birger Birgersson Trolle der Jüngere (ca. 1401–1471) erbte neben der väterlichen Burg Bo auch die Burg Bergkvara (in der Gemeinde Bergunda im Distrikt Värend, Småland) von seinem Halbbruder Håkan Karlsson aus dem Geschlecht der Stjärna. Bergkvara blieb bis 1521 im Familienbesitz.
Einer der Enkel Birger Birgerssons des Jüngeren war Erik Trolle, der 1512 schwedischer Reichsverweser wurde. Dessen Sohn Gustav Trolle wurde als Erzbischof von Uppsala zu einer politisch umstrittenen Figur. Eriks Halbbruder Joachim Trolle († 1546) begründete eine dänische Linie. Diese erwarb 1562 das Gut Braade und benannte es in Trolholm um; 1707 veräußerte sie es an den Grafen Ulrich Adolph von Holstein, der es in Holsteinborg (im heutigen Ort Holsteinborg Sogn) umbenannte.
Die schwedische Linie starb 1568 aus. Mit Arvid Trolle (1653–1698) kehrte jedoch ein dänischer Trolle nach Schweden zurück und begründete den hier bis heute vertretenen Familienzweig, während der dänische
1787 erlosch. Nils Trolle (1777–1827) wurde 1816 in den schwedischen Freiherrenstand erhoben.

## Besitze
Schloss Trollenäs in Eslöv kam 1682 im Erbgang von der Familie Tott an die Trolle, die dort bis heute ansässig sind.
Das 1680 erworbene Schloss Trolleholm in der Gemeinde Svalöv kam durch die Heirat von Vivikas Trolle mit Graf Gustav Bonde im 19. Jahrhundert in den Besitz dieser Familie, die es bis heute besitzt und den Namen Trolle-Bonde führt.
Schloss Trolle-Ljungby in Kristianstad und Schloss Trolleberg in Staffanstorp fielen durch die Heirat der Hilla Birgitta Trolle mit Carl Axel Wachtmeister (1754–1810) an eine Linie der Grafen Wachtmeister, die diese Schlösser bis heute besitzt und seit 1810 den Namen Trolle-Wachtmeister führt.
Den Herrensitz Trollesund in Nyköping vererbte 1808 der Freiherr Axel Fabian Löwen an den Oberstleutnant Freiherrn Fredrik Trolle, dessen Nachfahren dort bis heute ansässig sind und den Namen Trolle-Löwen führen.
Schloss Kulla Gunnarstorp in Helsingborg kam 1978 über die Gräfin Charlotte Wachtmeister an ihren Sohn Gustav Trolle.

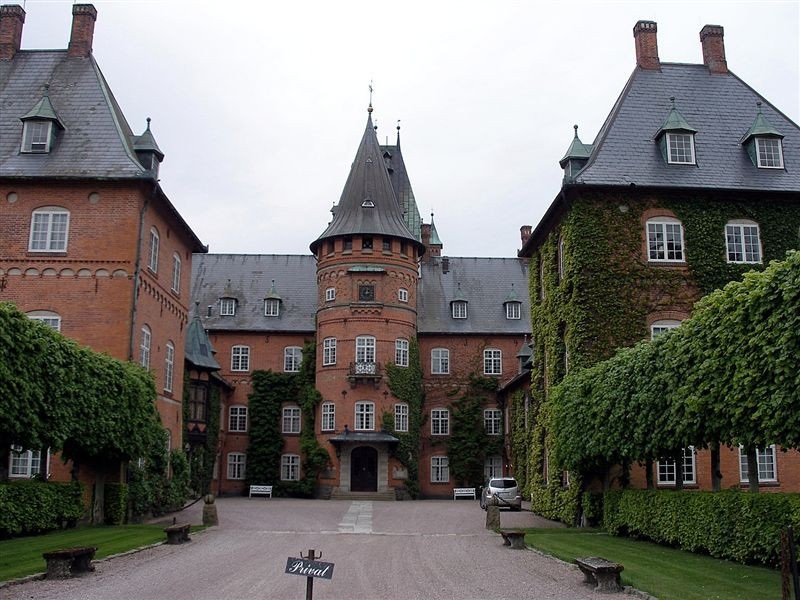
Schloss Trollenäs
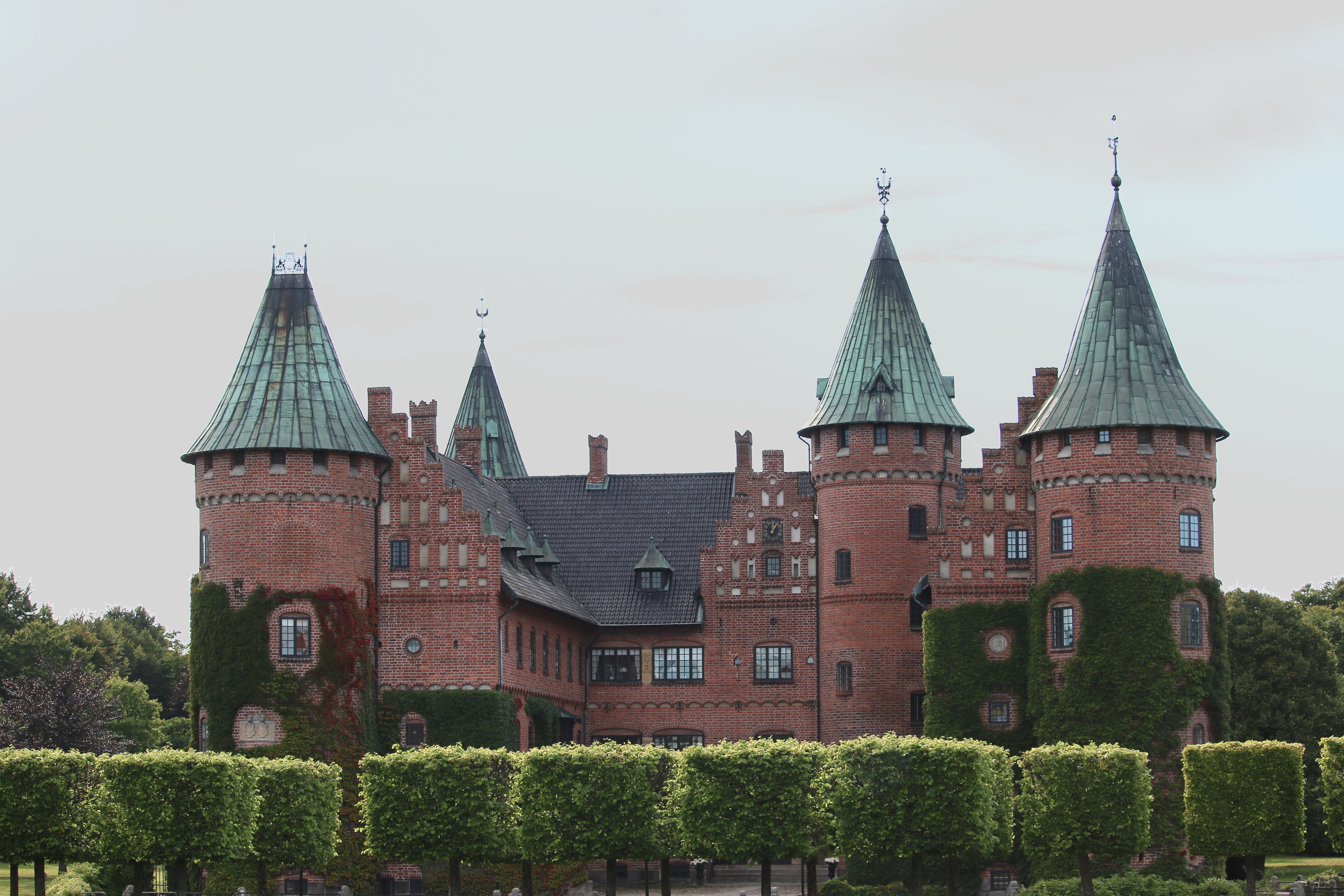
Schloss Trolleholm
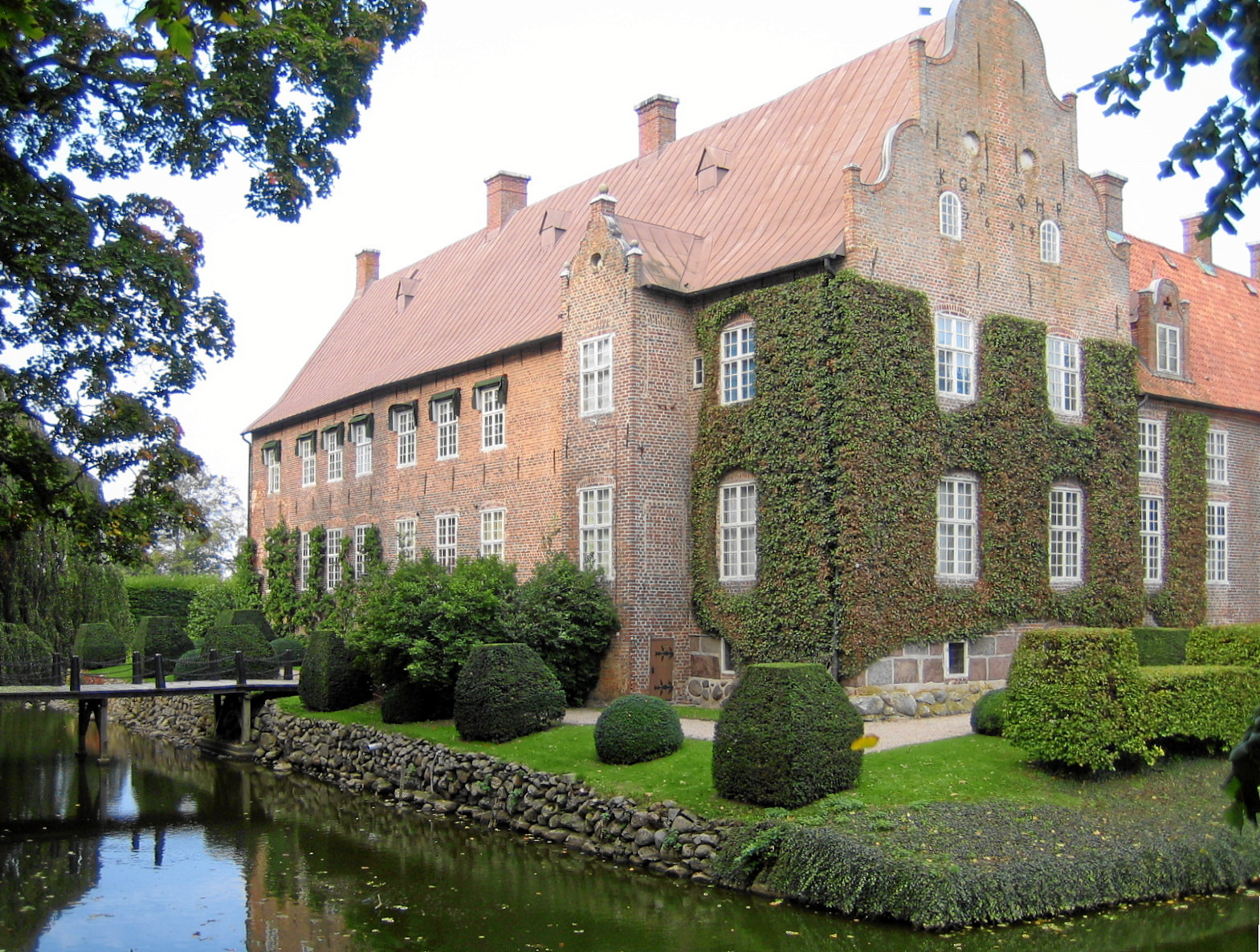
Schloss Trolle-Ljungby
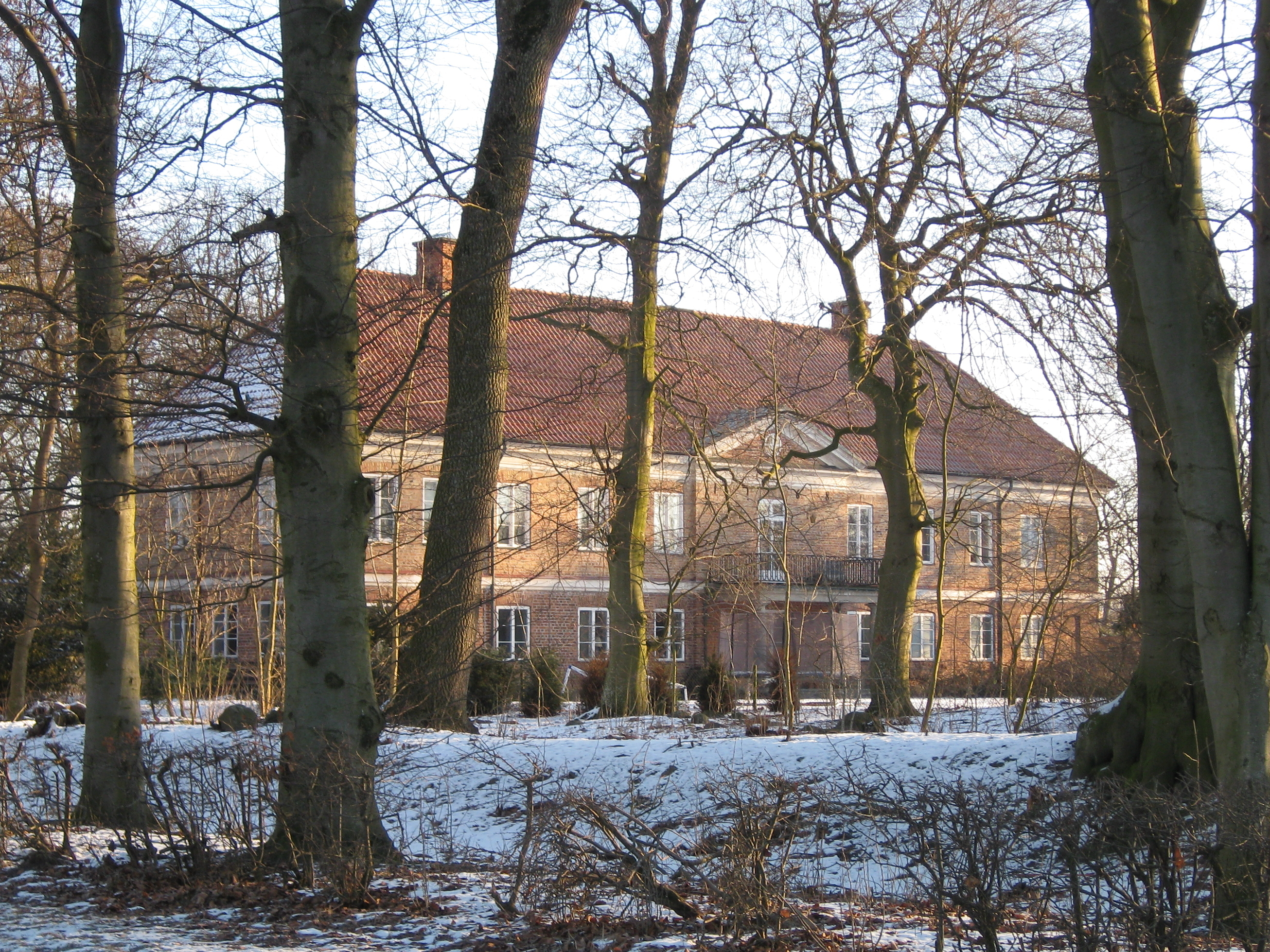
Schloss Trolleberg
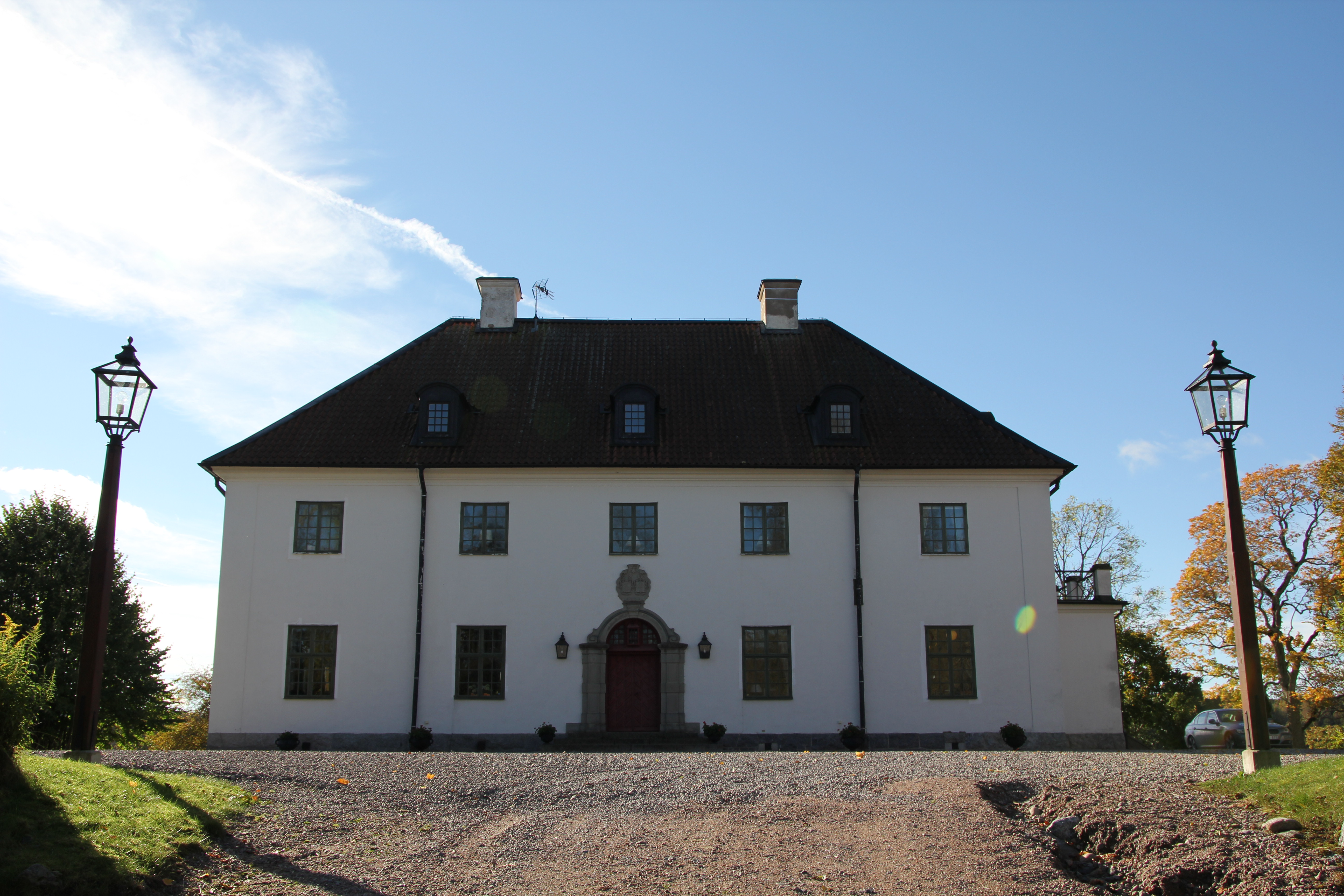
Herrenhaus Trollesund
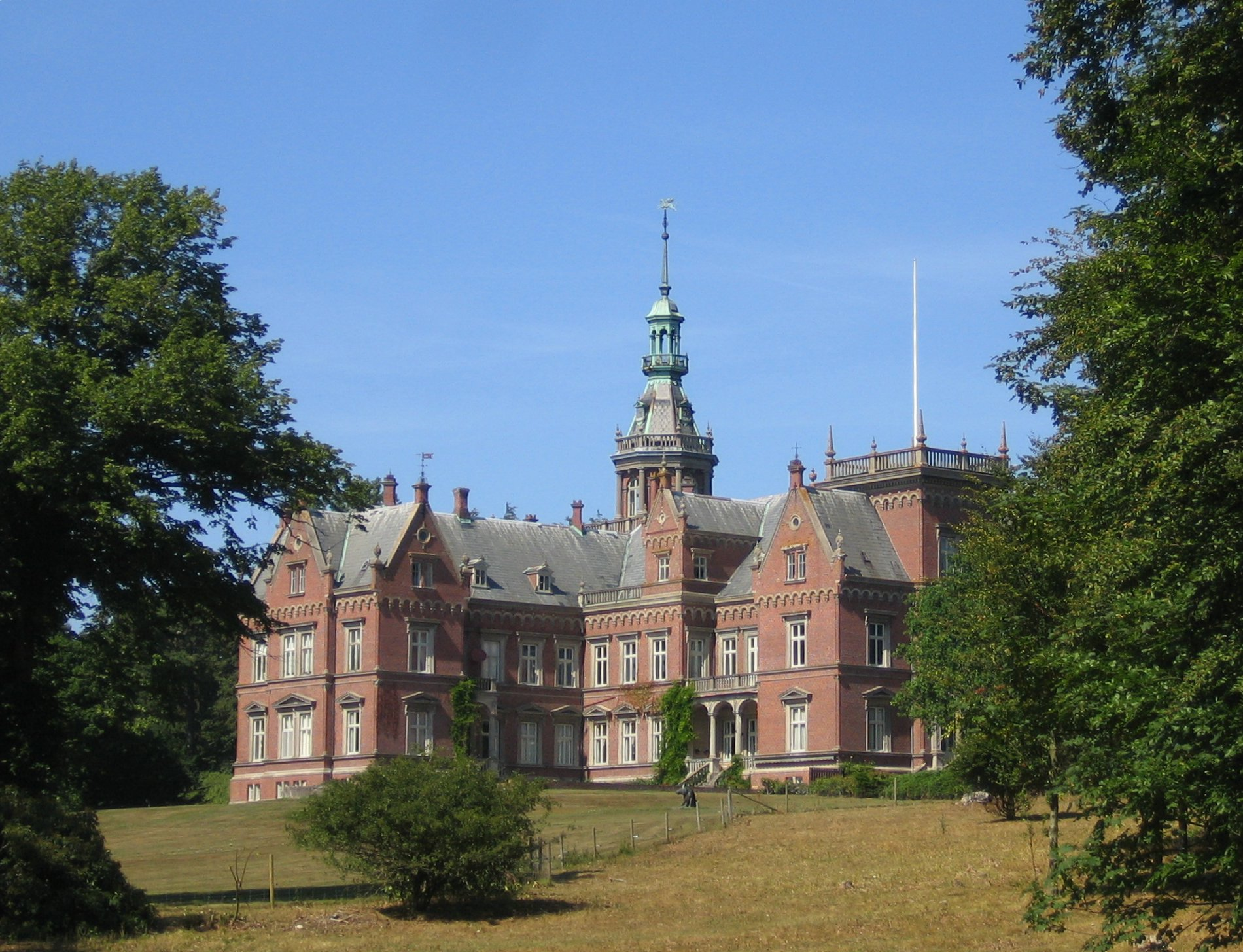
Schloss Kulla Gunnarstorp

## Bekannte Angehörige
- Erik Trolle (1460–1529), Mitglied im schwedischen Reichsrat und Reichsverweser
- Gustav Trolle (1487–1535), schwedischer Erzbischof
- Herluf Trolle (1516–1565), dänischer Admiral im Dreikronenkrieg und nationaler Seeheld
- Niels Trolle (1599–1667), dänischer Admiral
- Herluf Børgesen Trolle (1716–1770), königlich dänischer Oberst
- Helena Trolle (* 1944), schwedische Schauspielerin